# Interestatal 110 (Texas)
La carretera Interestatal 110 es una ruta auxiliar en la ciudad de El Paso, Texas, que se extiende por 0.92 millas (1.48 kilómetros) hacia el sur desde la Interestatal 10 junto con la Ruta 54, girando posteriormente hacia el oeste y de nuevo hacia el sur hacia México. La interestatal 110 provee acceso desde la Interestatal 10 con el Puente Internacional Córdova de las Américas (conocido como Cordova Bridge en El Paso o Puente Libre en Ciudad Juárez), que cruza el Río Bravo conectado con la Avenida Abraham Lincoln en Ciudad Juárez. La interestatal 110 es actualmente la única carretera interestatal de tres dígitos en conectar directamente con México y una de las dos únicas que comunican con una frontera internacional, siendo la otra la Interestatal 190 en Nueva York.

## Historia
La I-110 fue oficialmente designada como ruta auxiliar desde la I-10 hacia el Puente de Córdova en 1967.